# 乾溪 (雲林縣)
乾溪，又名斗六東溪，是位於台灣中部雲林縣的一條河流，為北港溪水系二級支流，河長約12公里，流域面積26.57平方公里，發源於林內鄉觸口山區。主流向西北流經東玄橋後轉西南，經斗六東聚落後轉西北，經乾溪聚落、縱貫線鐵路橋下後，於烏麻、林中、林茂、九芎四村交界處滙集林內圳幹線並轉西南西流，經國道3號高架橋下、烏麻園聚落後流入斗六市。再經頭前寮、下水尾口等聚落後注入虎尾溪。

## 主要支流
以下由河口至源頭列出水系主要河川，其中粗體字為主流河道：
- 乾溪（斗六東溪）：雲林縣斗六市、林內鄉
  - 林內圳幹線：雲林縣林內鄉